# Argentinské námořnictvo
Argentinské námořnictvo (španělsky: Armada de la República Argentina) je námořní složkou ozbrojených sil Argentiny. Je středně velkým námořnictvem. Jeho jádro tvoří torpédoborce, korvety a ponorky, které doplňuje námořní letectvo a námořní pěchotu. Celkově ho tvoří okolo 17 200 mužů. Chronicky podfinancované námořnictvo trpí nedostatkem prostředků na provoz, modernizace a akvizice nových plavidel.
Plavidla argentinského námořnictva používají přefix ARA (zkratka z Armada de la República Argentina).

## Historie

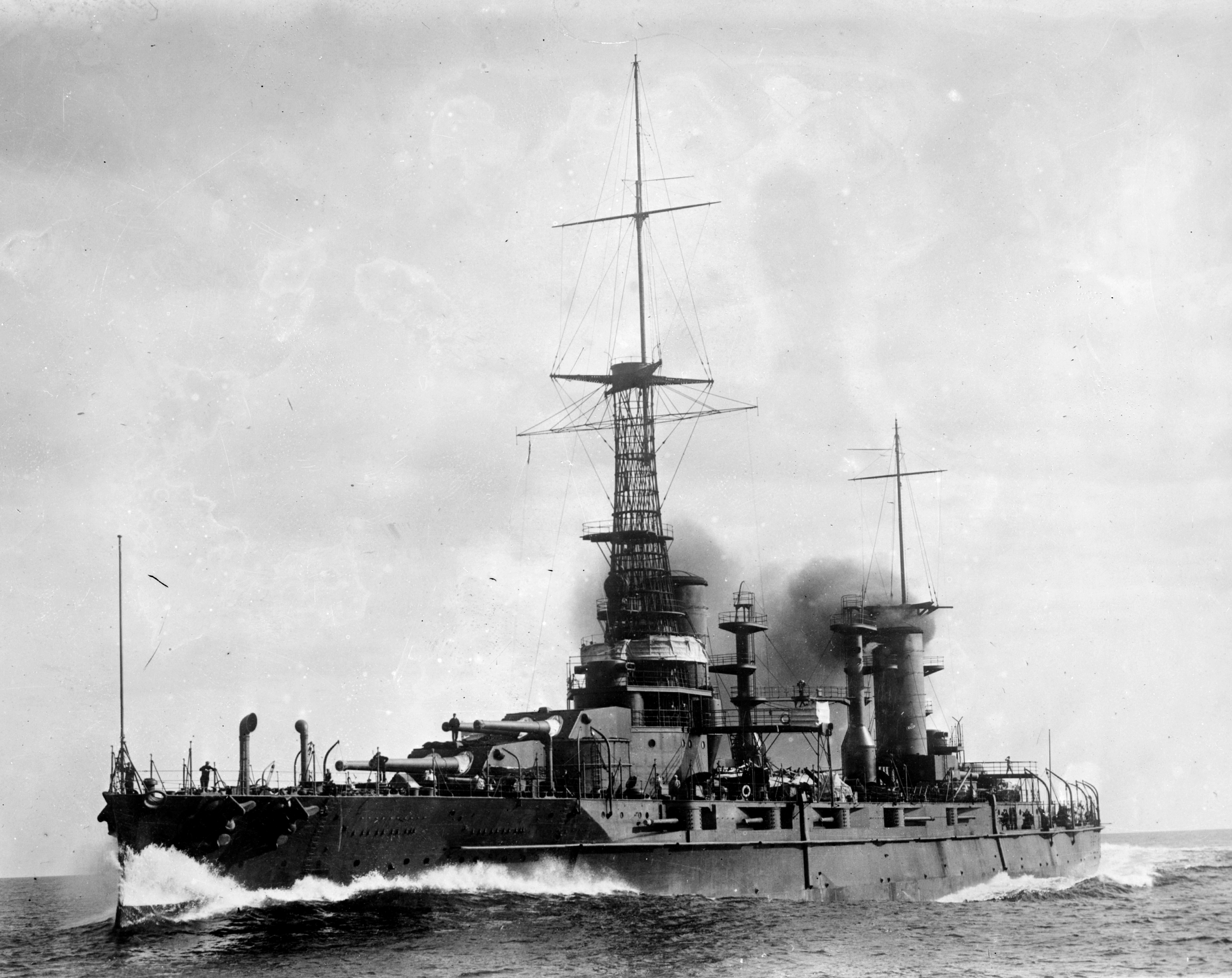
Bitevní loď ARA Rivadavia

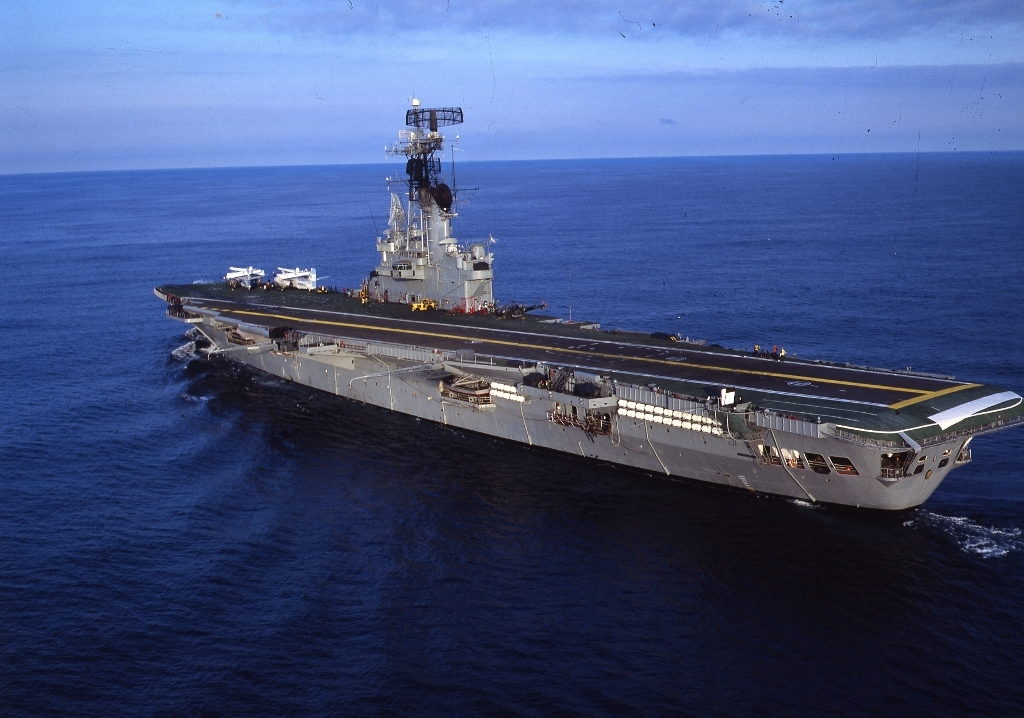
Letadlová loď ARA Independencia (V-1)

Argentina si v první i druhé světové válce ponechala neutralitu. Od 16. září 1955 se však námořnictvo zapojilo do převratu, který svrhl vládu prezidenta Juana Perona a nastolilo režim vojenské junty. V období od skončení druhé světové války až do 70. let námořnictvo tvořily udržované starší lodě průběžně posilované o druhoválečná plavidla získaná z přebytků USA a Velké Británie. V roce 1951 zakoupilo dva lehké křižníky třídy Brooklyn. Druhoválečné americké torpédoborce zastupovalo sedm jednotek třídy Fletcher, čtyři jednotky třídy Allen M. Sumner a jedna třídy Gearing. Čtyři v USA zakoupené ponorky patřily ke třídě Balao. Výjimkou bylo dodání dvou lehkých letadlových lodí třídy Colossus z Velké Británie – HMS Warrior sloužil jako Independencia (V-1) a HMS Venerable jako Veinticinco de Mayo (V-2).
V 70. letech byl zahájen ambiciózní program přezbrojení námořnictva novými plavidly, která ostatně tvoří jeho jádro dodnes. Ve Velké Británii byly zakoupeny dva nejmodernější torpédoborce typu 42, v SRN byly objednány čtyři torpédoborce třídy Almirante Brown, šest korvet třídy Espora, šest ponorek třídy TR-1700 a konečně ve Francii byly zakoupeny tři korvety třídy Drummond. Část lodí byla stavěna v domácích loděnicích. V roce 1982, tedy ještě před dokončením tohoto programu, vypukla falklandská válka, ve které Argentina utrpěla porážku od Velké Británie a zejména jejího námořnictva, které provedlo výsadkovou operaci v jižním Atlantiku. Argentinské námořnictvo ve válce ztratilo lehký křižník General Belgrano, potopený britskou jadernou ponorkou HMS Conqueror a i Britové utrpěli nemalé ztráty. Důsledkem války byl pád vojenské junty, urychlené vyřazení starších lodí a citelné zpoždění stavby nových jednotek (hlavně kvůli ekonomické krizi). Například z ponorek třídy TR-1700 byly dokončeny pouze první dvě.
Argentinské námořnictvo trpí chronickým nedostatkem financí, kvůli kterému mají posádky nedostatečný výcvik, munice je prošlá, plavidla nemají dostatečnou údržbu a odkládána je i modernizace nejcennějších jednotek floty (zejména torpédoborců třídy Almirante Brown a korvet třídy Espora). Zásadní ztrátu námořnictvo utrpělo roku 2017 kvůli potopení ponorky třídy TR-1700 San Juan (S-42) při hlídkové plavbě. V roce 2018 byly ve Francii objednány čtyři oceánské hlídkové lodě třídy Bouchard, které představují první válečné lodě zakoupené pro argentinské námořnictvo po více než 30 letech.

## Organizace
Velitelství hladinového loďstva, letectva a námořní pěchoty sídlí v přístavu Puerto Belgrano, zatímco velitelství ponorek je v Mar del Plata. Hladinové lodě se dělí do čtyř flot – výsadkové síly tvoří výsadková loď Bahía San Blas, 1. divizi korvet tvoří lodě třídy Drummond, 2. divizi korvet tvoří lodě třídy Espora a 2. divizi torpédoborců tvoří lodě třídy Almirante Brown.

## Složení

### Torpédoborce

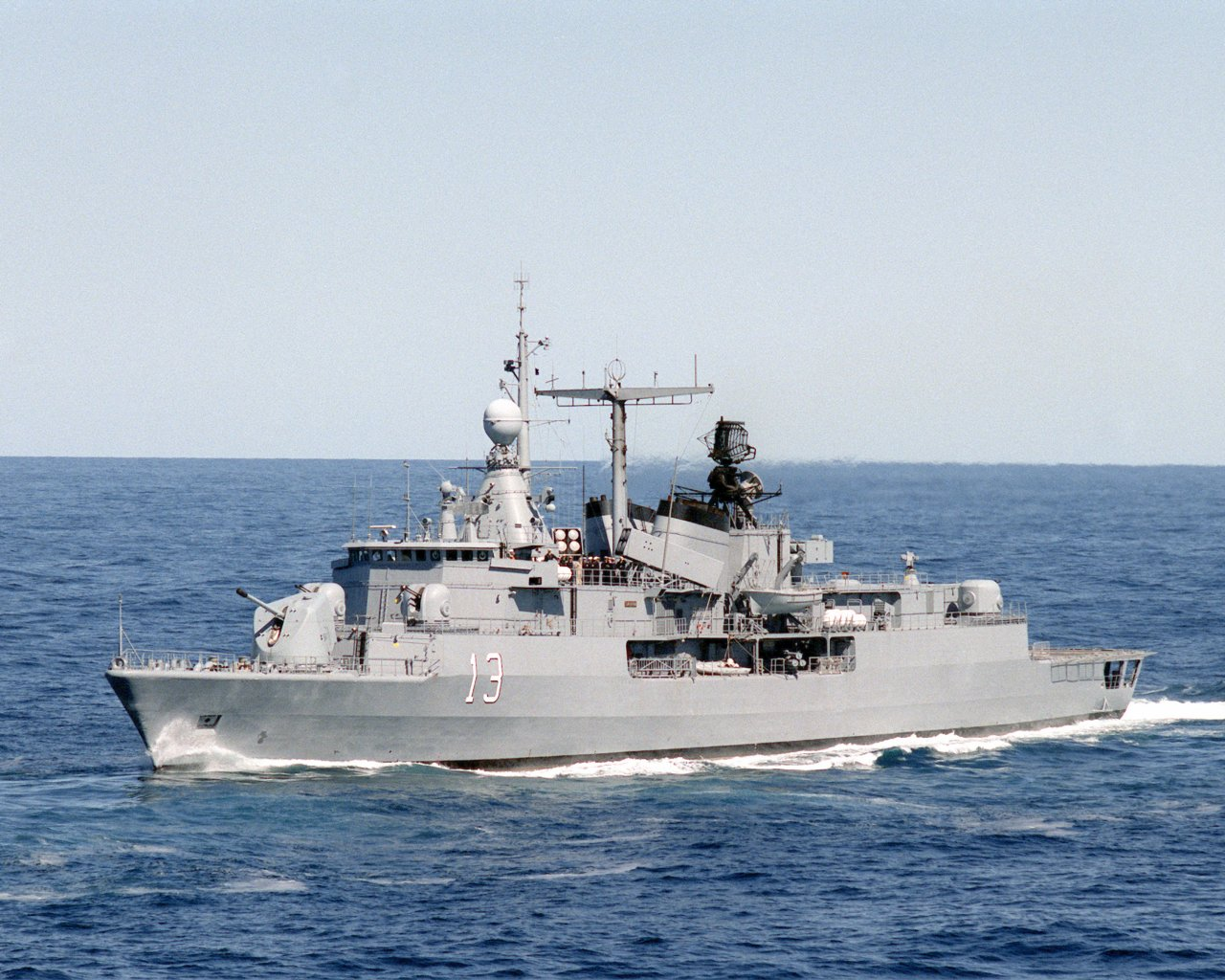
ARA Sarandí (D-13)

- Třída Almirante Brown
  - Almirante Brown (D-10)
  - La Argentina (D-11)
  - Sarandí (D-13)

### Korvety

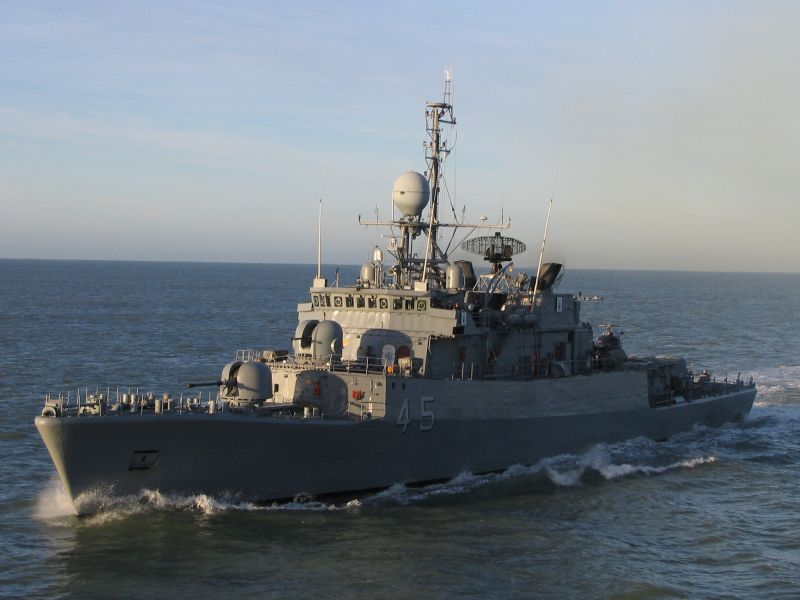
ARA Robinson (P-45)

- Třída Espora
  - Espora (P-41)
  - Rosales (P-42)
  - Spiro (P-43)
  - Parker (P-44)
  - Robinson (P-45)
  - Gómez Roca (P-46)

- Třída Drummond
  - Drummond (P-31) – v rezervě
  - Guerrico (P-32) – v rezervě
  - Granville (P-33)

### Hlídkové lodě

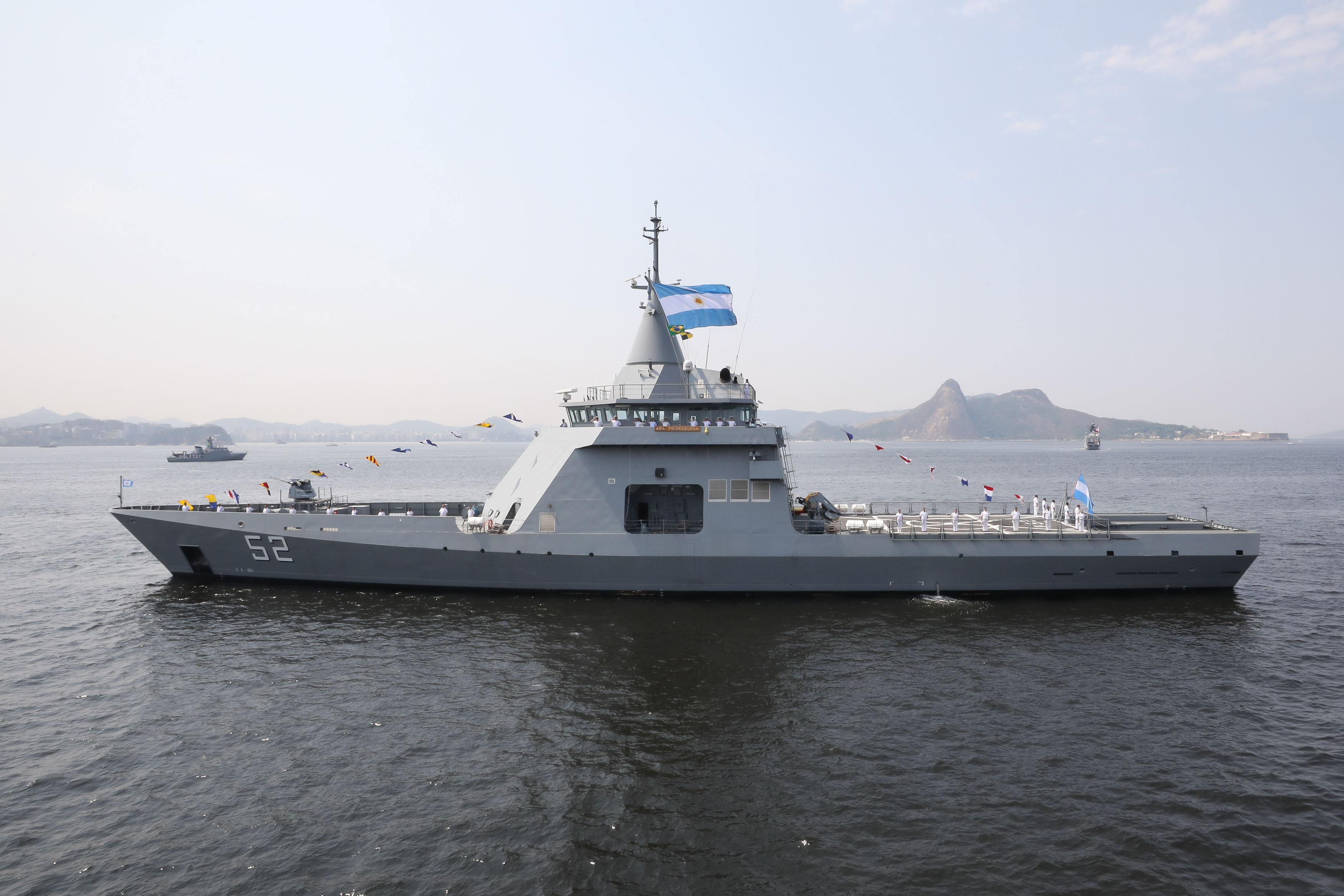
ARA Piedrabuena (P-52)

- Třída Bouchard
  - Bouchard (P-51)
  - Piedrabuena (P-52)
  - Storni (P-53)
  - Contralmirante Cordero (P-54)

- Třída Intrépida
  - Intrepida (P-85)
  - Indomita (P-86)

- Třída Murature
  - King (P-21)

- Třída Point (2 ks)
- Třída Dabur (4 ks)

### Ponorky

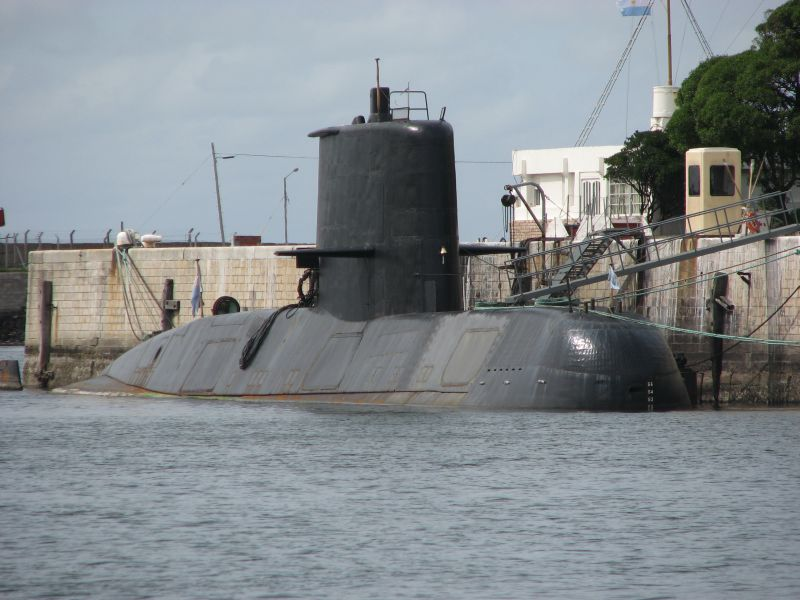
Ponorka ARA San Juan (S-42) se 15. listopadu 2017 potopila

- Třída TR-1700
  - Santa Cruz (S-41)

- Typ 209
  - Salta (S-31)

### Pomocné lodě
- Třída Durance

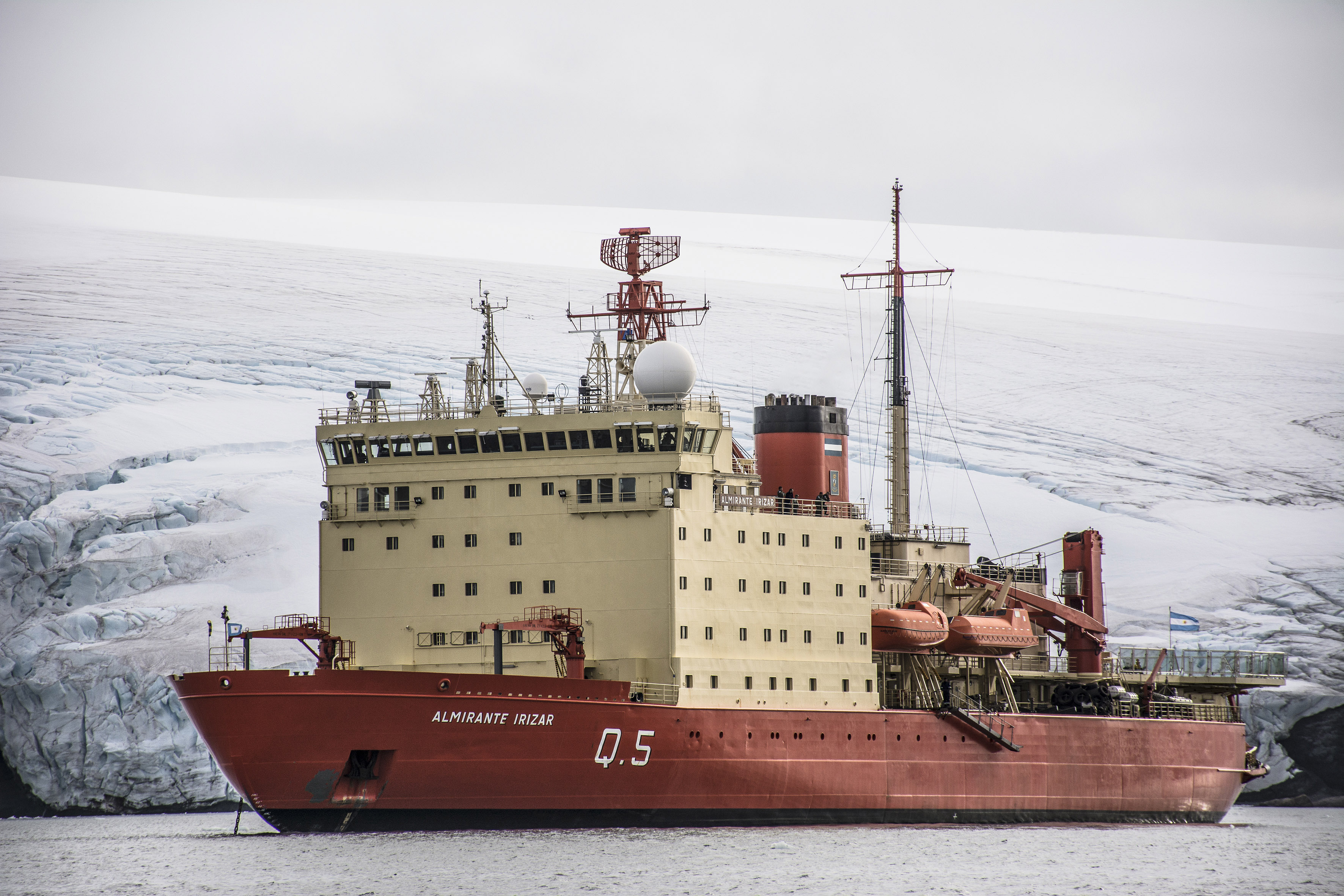
ARA Almirante Irízar (Q-5)

  - Patagonia (B-1, ex Durance) – zásobovací tanker

- Třída Costa Sur – transportní loď
  - Canal Beagle (B-3)
  - Bahía San Blas (B-4)

- ARA Almirante Irízar (Q-5) – ledoborec
- Comodoro Rivadavia (Q-11) – hydrografická loď
- Cormorán (Q-15) – hydrografická člun
- Puerto Deseado (Q-20) - výzkumná loď
- Austral (Q-21) - výzkumná loď

### Cvičné lodě
- Třída Ciudad de Ensenada
  - Ciudad de Ensenada (Q-3)
  - Ciudad de Berisso (Q-4)

- Luisito (Q-51) – přestavěný trawler na cvičnou loď

- Libertad (Q-2) – cvičná plachetnice

## Plánované akvizice
- Ledoborec od rgentinské loděnice Tandanor.[3]
- ARA Petrel (Q-17) - hydrografická výzkumná loď typu SWATH
- Třída Ciudad de Ensenada - cvičná loď (4 ks)